# Marina Makanza
Pour les articles homonymes, voir Makanza.
Marina Makanza est une joueuse de football française, née le 1er juillet 1991 à La Tronche en Isère. Elle évolue au poste de milieu de terrain offensive à l'AS Monaco.

## Biographie

### Carrière en club
Après deux saisons passées à l'AS Saint-Étienne elle rejoint le championnat allemand à partir de 2010 et évolue avec le SC Fribourg jusqu'en 2013. Elle joue ensuite au Montpellier HSC de 2013 à 2015, au FF Nîmes Métropole Gard de 2015 à 2016, au FCF Juvisy devenu Paris FC de 2016 à 2019, au FC Fleury 91 de 2019 à 2021, à l'Olympique de Marseille de 2021 à 2022 et à l'AS Monaco depuis 2022.

### Carrière en sélection
Après avoir joué en équipes de jeunes, elle fait ses débuts en équipe de France le 28 février 2012 lors d'un match amical face à la Suisse (victoire 3–0).

## Palmarès
SC Fribourg
- Championnat d'Allemagne de deuxième division
  - Champion : 2011

 Montpellier HSC
- Coupe de France
  - Finaliste : 2015

### En sélection
France
- Tournoi de Chypre
  - Vainqueur : 2012 et 2014

 France -19 ans
- Championnat d'Europe des moins de 19 ans
  - Vainqueur : 2010

 France -17 ans
- Championnat d'Europe des moins de 17 ans
  - Finaliste : 2008